# 별이 빛나는 밤에 (1991년 영화)
"별이 빛나는 밤에"는 1991년에 개봉한 대한민국의 영화이다.

## 캐스팅
- 최수종 : 영남 역
- 하희라 : 보라 역
- 김성일 : 진호 역
- 강남길 : 우동식 역
- 심희주 : 경숙 역
- 이예선 : 예선 역
- 김을동 : 여사감 역
- 여운계 : 영남 모 역
- 김성원 : 정 사장 역
- 심양홍 : 최 선생 역
- 남정희 : 조 여사 역
- 나다송 : 작곡가 역
- 조혜은 : 간호원 역
- 김준일 : 학생 역
- 이경민 : 건달 1 역
- 박광설 : 건달 2 역
- 오희찬 : 데모꾼 역 (우정출연)